# Protoformica proformicoides
Protoformica proformicoides är en myrart som först beskrevs av Gennady M. Dlussky 1967.  Protoformica proformicoides ingår i släktet Protoformica och familjen myror. Inga underarter finns listade i Catalogue of Life.